# 中御門資熙
中御門 資熈（なかのみかど すけひろ、寛永12年12月26日（1636年2月2日） - 宝永4年8月21日（1707年9月16日））は、江戸時代前期の公卿。中御門宣順の子。母は阿野実顕の娘。子に中御門宣基・中御門宣顕・岡崎国久・柳原秀光。

## 経歴
寛永14年（1637年）叙爵を受け、左中弁などを経て明暦2年（1656年）に蔵人頭（頭弁）となり、万治元年（1658年）1月に右大弁のまま蔵人頭から参議に昇進し、同年12月に左大弁に転ずる。万治2年（1659年）に従三位に叙され、寛文3年（1663年）に正三位権中納言に、寛文12年（1672年）に従二位権大納言になる。延宝元年（1673年）に正二位に叙される。延宝6年（1678年）に権大納言を辞任するが、元禄元年（1688年）に権大納言に還任する。元禄6年（1693年）9月、久我通誠・清水谷通業と共に議奏に任じられる。元禄12年（1699年）8月に権大納言を更迭されるが、その背景として霊元上皇の信任を背景に朝廷内で権勢を振るったことで東山天皇の嫌忌を受けて逼塞を命じられたためであったという。宝永3年（1706年）になって罪を許された。

## 松木宗子と中御門資熈
東山天皇の即位後、江戸幕府は霊元上皇の院政を阻止しようと動き、これについては東山天皇や関白の近衛基熈も同じ考えであったが、大きく異なっていたのは幕府は当面の措置として天皇の生母である松木宗子（大典侍・上臈局を経て准后、後に女院として「敬法門院」と称する）を前面に押し出したことにある。かつては松木宗子は夫である霊元上皇と一体とみられていたが、近年の研究では上皇と協力しつつも、独自に幕府との密接した関係を構築していたこともしられている。その中で台頭してきたのが「准后之執権」（『基熈公記』元禄11年5月4日条）と評された議奏中御門資熈であった。
元禄7年（1694年）に議奏であった清水谷実業と勧修寺経慶が失脚すると、朝廷の実務は議奏の中で唯一蔵人頭（頭弁）を経験していた資熈に職務が集中した。当時の議奏の仕事として、天皇に対する奏上と天皇からの宣下に関する事務やそれに関係して関白以下の廷臣が天皇と会見をする際の日程の調整などを行っていた。しかし、資熈は松木宗子の意に沿いながら、自己の都合の良いように業務を執り行い、時には自分に都合の悪い決定を妨害することもあった。勿論、廷臣たちは後宮の長橋局を経由するなどの別の連絡経路も有していたが、議奏の関与していない奏上や宣下は法的には有効ではなかった。しかも、当時の長橋局である櫛笥賀子はまだ若く、松木宗子やその母の東二条局河鰭秀子の指示を受けて業務を行っていたため、資熈は宗子を通じてその情報を手に入れることが出来た。
東山天皇や近衛基熈はこうした事態に対して、元禄10年（1697年）京都所司代松平信庸に資熈の排除を申し入れるが同意を得られず失敗に終わっている。江戸幕府としては東山天皇の親政を支えるためには実務に明るい人物を側近に置く必要を感じており、蔵人頭や議奏を務めた資熈はその要件が備わった人物と考えられていたことによる。しかも、当時の江戸幕府においても将軍徳川綱吉の生母である桂昌院や側用人を務めた側近の柳沢吉保が大きな影響力を持っており、桂昌院や吉保の手前、宗子や資熈の排除は困難であった。京都所司代では、小笠原長重（松平信庸の前任）や松平信庸は東山天皇の行跡に問題がなく、親政が上手くいっているのは現在の体制（すなわち、宗子と資熈の補佐）の功績と公言している（『公通記』元禄9年9月17日条、元禄10年7月10日条）。
しかし、元禄12年に入り、松木宗子と中御門資熈が東山天皇を廃して弟の京極宮文仁親王を立てようとしているとする風説が生じる。この風説の真偽は不明であるが、この噂を好機と捉えた東山天皇や近衛基熈は直接徳川綱吉に現状を訴え出て宗子と資熈の影響力の排除を申し入れた。近衛基熈の嫡男の家熈の上臈（事実上の側室）である町尻量子の叔母の右衛門佐局は綱吉付の筆頭年寄であり、天皇と基熈の意向が町尻兼量（右衛門佐局の実兄で量子の父）を経由して大奥の右衛門佐局に届けられ、彼女から綱吉への口添えがあったのである。資熈によって公的な経路では遮断されていた情報が、大奥経由で綱吉に届けられた結果、5月3日に資熈は議奏辞任に追い込まれ、3か月後に幕府の意向を名目として逼塞処分に追い込まれた。宗子は直接処分は受けなかったものの、同月に母の河鰭秀子が宮中からの退出を命じられ、同様に政治的影響力を失うことになった。

## 系譜
- 父：中御門宣順
- 母：阿野実顕の娘
- 妻：不詳
  - 男子：中御門宣基
  - 男子：中御門宣顕
  - 男子：岡崎国久
  - 男子：柳原秀光